# Churriana de la Vega
Churriana de la Vega település Spanyolországban, Granada tartományban. Churriana de la Vega Armilla, Alhendín, Las Gabias, Cúllar Vega, Vegas del Genil és Granada községekkel határos. Lakosainak száma 16 693 fő (2024).

## Népesség
A település népessége az elmúlt években az alábbi módon változott:
| Lakosok száma | 7563 | 8230 | 9406 | 12 001 | 12 902 | 13 652 | 14 215 | 15 200 | 15 741 | 16 693 |
|               | 2001 | 2004 | 2006 | 2009   | 2011   | 2014   | 2016   | 2019   | 2021   | 2024   |